# Scottish Borders

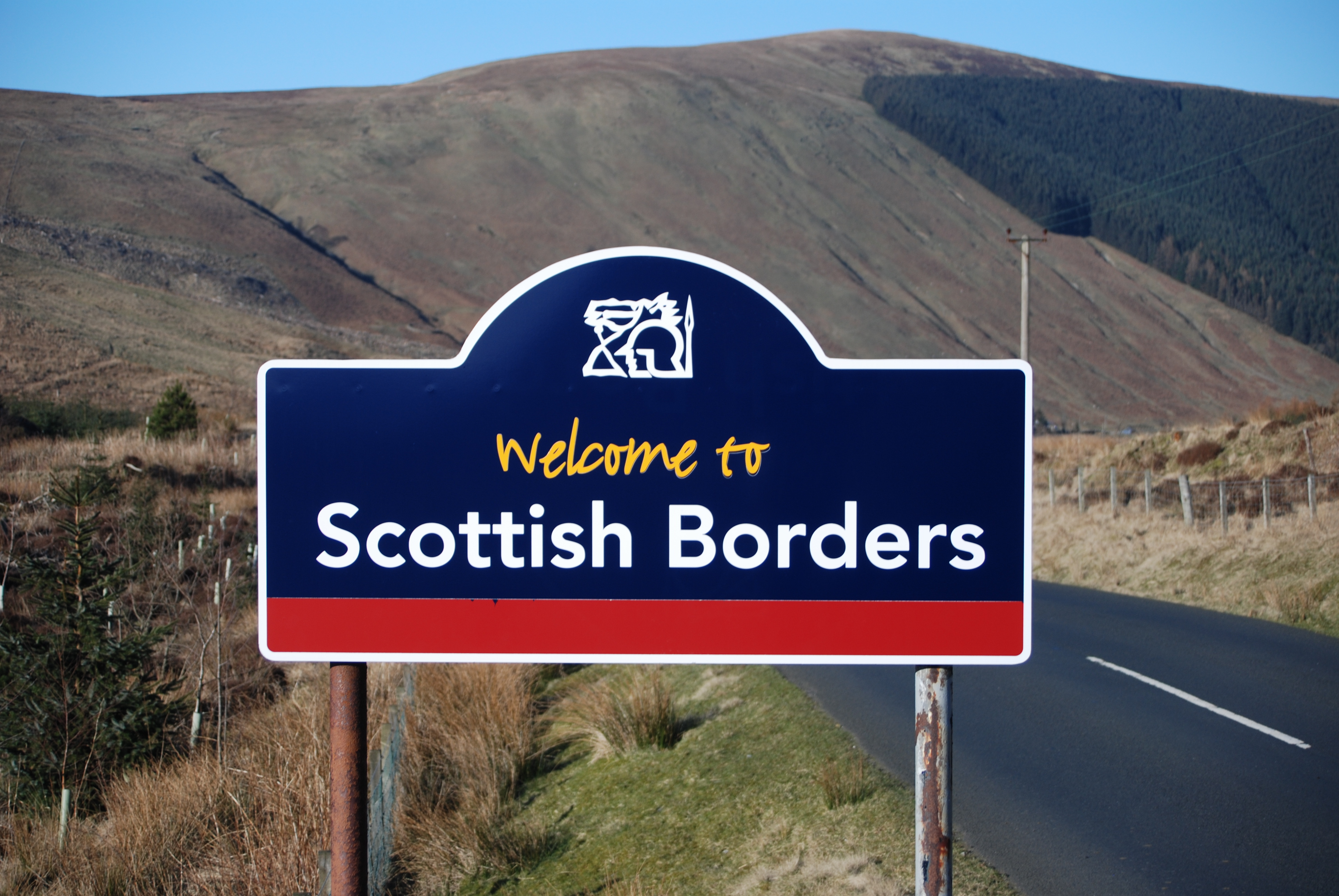
Uvítací nápis na hranicích oblasti

Scottish Borders (Crìochan na h-Alba ve Skotské gaelštině) je jedna ze třiceti dvou správních oblastí Skotska, ležící jihovýchodě země. Sousedí s dalšími správními jednotkami, které jsou Dumfries a Galloway na západě, Jižní Lanarkshire a Západní Lothian na severozápadě, Edinburgh, Východní Lothian, Střední Lothian na severu a na jihu s Anglií, konkrétně s kraji Northumberland a Cumbria.
Oblast byla vytvořena v roce 1975 spojením dřívějších hrabství Berwickshire, Peeblesshire, Roxburghshire a Selkirkshire a části Midlothian. Oblast se původně jmenovala jen Borders, slovo Scottish bylo přidáno v roce 1996 na základě usnesení místní rady.

## Geografie
Reliéf oblasti je převážně kopcovitý, od západu k východu jím protéká řeka Tweed. Východní část je rovinatá a je známá pod názvem „The Merse”. Řeka Tweed a její přítoky odvodňují celou oblast do Severního moře, která do něj ústí v Berwick-upon-Tweed. posledních asi 30 km toku řeky tvoří hranici s Anglií.

## Historie
Původně měl termín „Borders“ mnohem širší význam a označoval celou oblast sousedící s anglickou hranicí, včetně Dumfriesshire a Kirkcudbrightshire. Zahrnuta mohla ale také být anglická hrabství Northumberland, Cumberland a Westmorland.
Roxburghshire a Berwickshire nesly v minulosti největší nápor konfliktů mezi Anglií a Skotskem. Proto zde můžeme najít ruiny mnoha hradů, opatství a dokonce i měst.
Obyvatelé Scottish Borders jsou na své kulturní dědictví velmi hrdí a sami sebe označují jako „Borderers“.

## Důležitá města a vesnice
- Abbey St. Bathans, Ashkirk
- Broughton, Burnmouth
- Cockburnspath, Coldingham, Coldstream
- Denholm, Dryburgh, Duns
- Earlston, Eddelston, Ettrick, Ettrick Bridge, Eyemouth
- Galashiels, Greenlaw
- Hawick
- Innerleithen
- Jedburgh
- Kelso, Kirk Yetholm
- Lauder, Longformacus
- Melrose
- Newcastleton Newtown St. Boswells
- Peebles
- Roxburgh
- Selkirk, St. Abbs, St Boswells, Stow
- Teviothead, Town Yetholm, Traquair
- Walkerburn, West Linton